# Movimento Civico-Contadino
Il Movimento Civico-Contadino (in olandese BoerBurgerBeweging, BBB) è un partito politico olandese fondato nel 2019 e improntato alla difesa degli interessi degli agricoltori e degli abitanti delle aree rurali.
La leader del partito è Caroline van der Plas.

## Storia

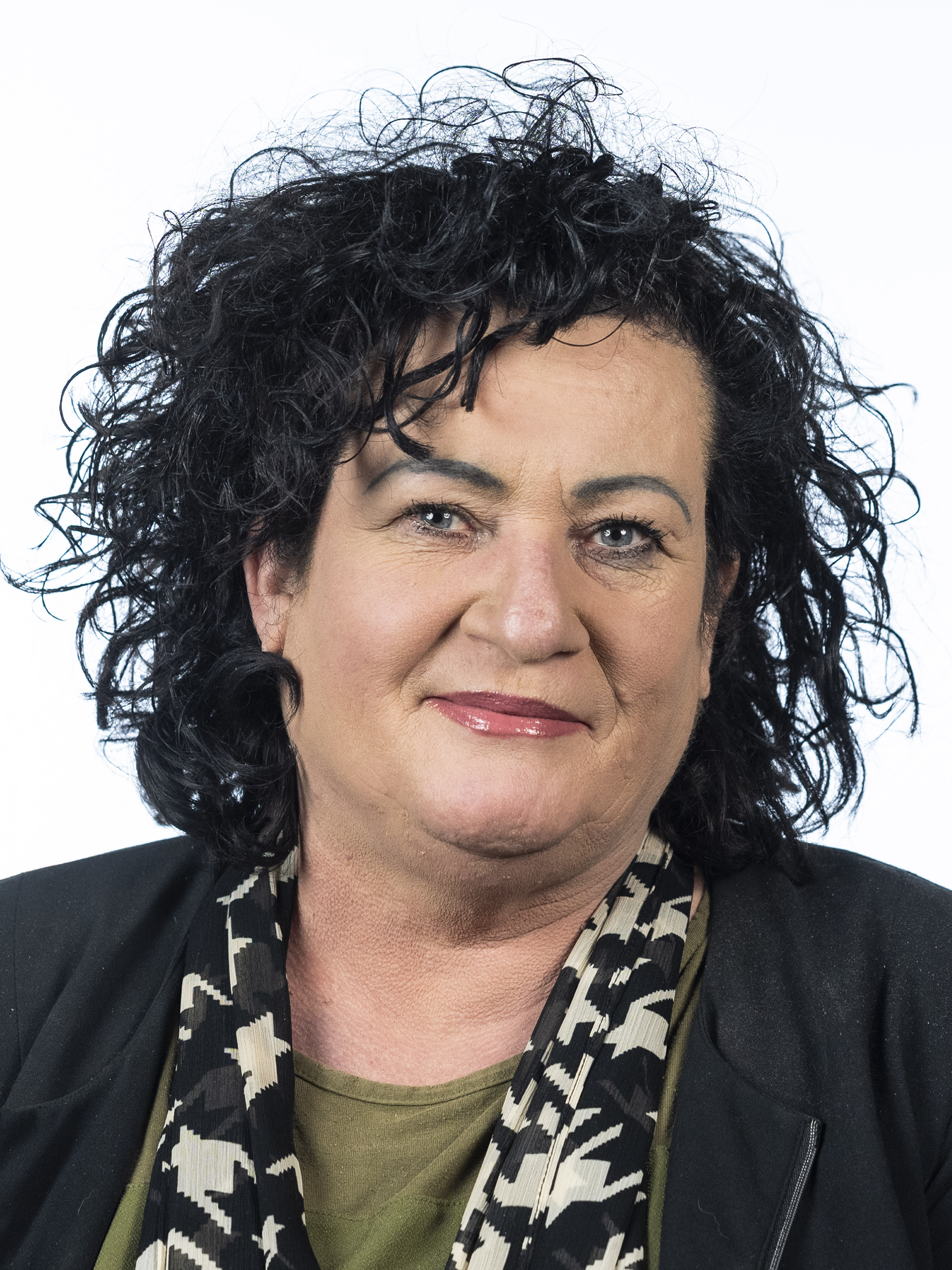
Caroline van der Plas

Il BBB si presentò per la prima volta nel marzo 2023 alle elezioni provinciali e dei consigli di amministrazione delle acque. Il partito uscì vincitore dalle elezioni provinciali, ottenendo il maggior numero di suffragi (19,2%).

## Risultati elettorali

### Legislative
| Elezione         | Voti    | %    | Seggi   | Posizione   |
| ---------------- | ------- | ---- | ------- | ----------- |
| Legislative 2021 | 104.319 | 1,00 | 1 / 150 | Opposizione |
| Legislative 2023 | 481.576 | 4,66 | 7 / 150 | Maggioranza |

### Senatoriali
| Elezione         | Voti   | %     | Seggi   |
| ---------------- | ------ | ----- | ------- |
| Senatoriali 2023 | 36.976 | 20,66 | 16 / 75 |

### Europee
| Elezione     | Voti    | %    | Seggi  |
| ------------ | ------- | ---- | ------ |
| Europee 2024 | 336.953 | 5,41 | 2 / 31 |